# Turów (gmina Pęcław)
Turów – osada w Polsce położona w województwie dolnośląskim, w powiecie głogowskim, w gminie Pęcław.

## Podział administracyjny
W latach 1975–1998 miejscowość należała administracyjnie do województwa legnickiego.

## Demografia
Turów jest najmniejszą miejscowością gminy Pęcław. Według Narodowego Spisu Powszechnego liczyła 69 mieszkańców (III 2011 r.).

## Zabytki
Do wojewódzkiego rejestru zabytków wpisany jest obiekt:
- zespół pałacowy, z XIX/XX wieku
  - pałac
  - park.